# Bob, Frank en Zussen
Bob, Frank en Zussen was een Belgische muziekgroep die zich vooral richtte op eigen folkinterpretaties van oude muziek. De naam van de groep verwijst naar oprichters Bob van Pottelberghe en Frank Claessens en hun beider zussen Annemie en Gina.

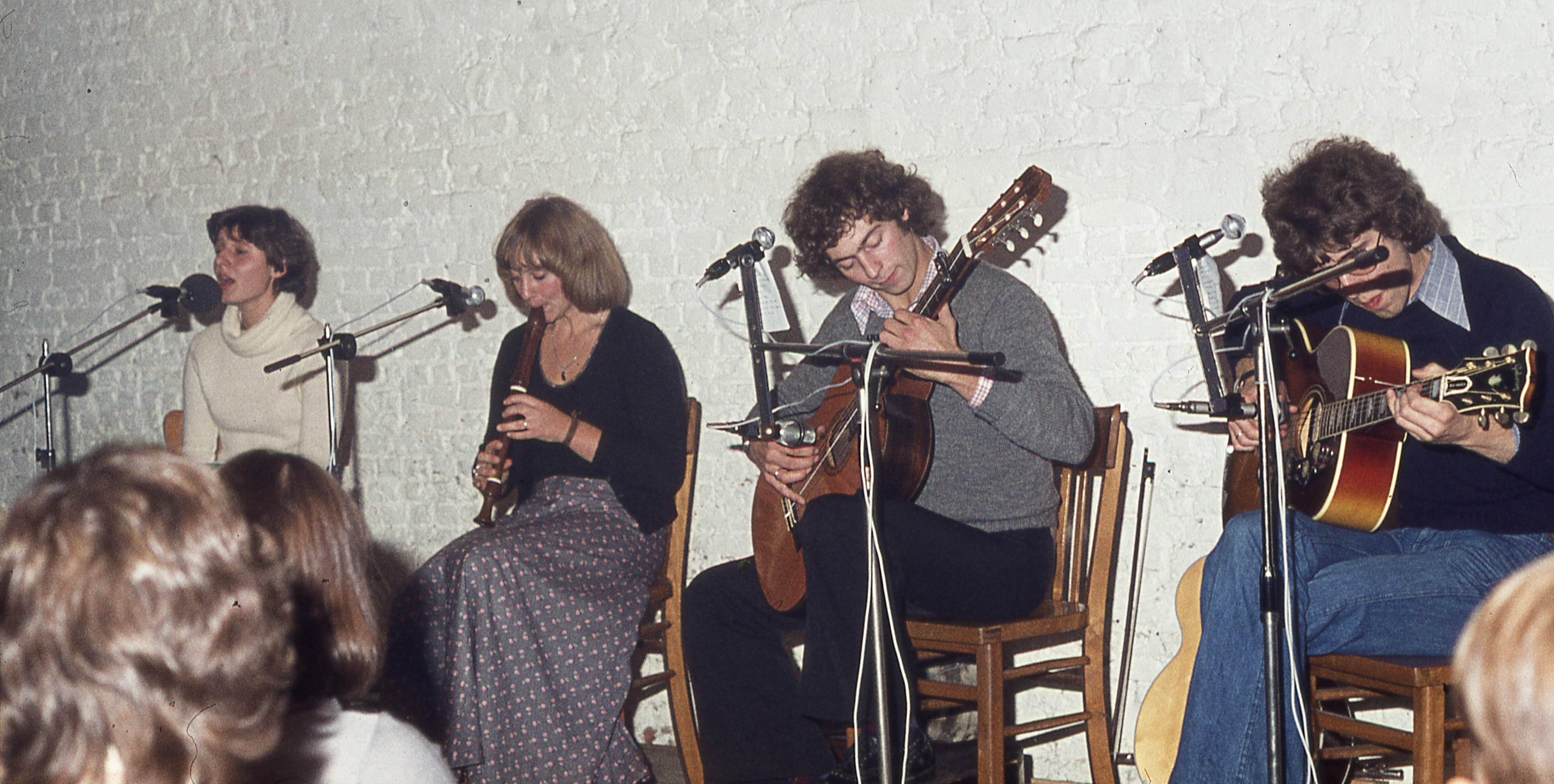
Oorspronkelijke bezetting. 1976, jeugdhuis Jokonta, Lier

## Geschiedenis

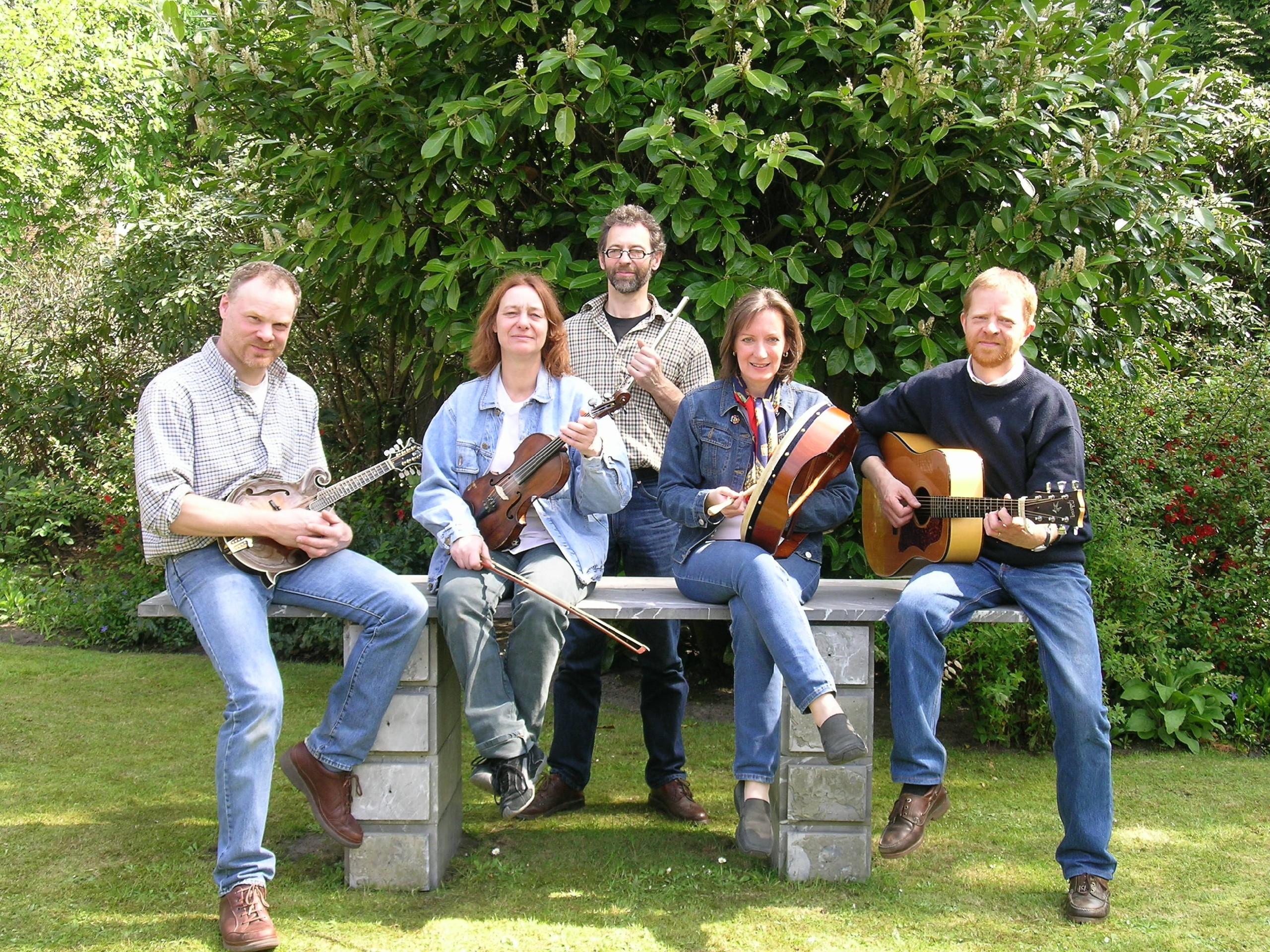
Bob, Frank en Zussen in 2006

Bob, Frank en Zussen begon in 1972 als een trio toen Bob van Pottelberghe met Frank Claessens en zijn zus Gina deelnamen aan een ‘Ontdek de Studentenster’. Kort daarop werd de groep aangevuld met Annemie, de zus van Bob. Met deze groepsnaam namen ze in 1975 deel aan het BRT-programma ‘Ontdek de Ster’. Zij eindigden op de tweede plaats, na zanger Jan Puimège.
Aanvankelijk speelden ze Vlaamse en Amerikaanse volksliederen. De ontdekking van het English Book of Poetry dreef hen naar de oude muziek. In 1977 verscheen de LP Bob, Frank en Zussen met bewerkingen van muziek uit de 13e tot de 17e eeuw. Een vijfde muzikant, Philippe Lardinois, werd aangetrokken en in 1980 kwam de tweede LP ‘audite, silete’ op de markt met folkinterpretaties van oude muziek met vierstemmige zang en een breed akoestisch instrumentarium: gitaar, vedel, viool, schalmei, cornemuse, spinet, blokfluit, dwarsfluit en slaginstrumenten. Daarmee haalden ze bekende podia in binnen- en buitenland, waaronder Mallemunt, Gooik, Sfinks folk, de Gentse Feesten, Muziekcentrum Vredenburg in Utrecht en het Winterfolkfestival Dordrecht-Arnhem.
Annemie van Pottelberghe verliet de groep en werd vervangen door Katrien Reymer, die te horen is op de derde LP ‘E Pericoloso Sporgersi’ uit 1982. Daarna vertrok ook Katrien en ging de groep als viertal verder. Ondertussen werd een eerste CD uitgebracht met een selectie uit de drie platen. Ook Bob verliet de groep en een nieuwe zangeres kwam erbij: Randi Broager-Grón. In deze bezetting werden in de jaren negentig drie CD’s uitgebracht. In 2005 werd de groep nog aangevuld met mandolinespeler Gerd Van Loock. Nog twee CD’s kwamen op de markt, waaronder de laatste “I’ vo’ bene” met inbreng van muzikante Ilse De Roeck.
Door de coronapandemie viel de muzikale activiteit noodgedwongen stil. Daarna werd de draad terug opgenomen en volgden nog enkele concerten. Maar door de stilstand tijdens corona rezen er interne meningsverschillen over de te volgen muzikale koers en in 2022 besloot de groep, na 50 jaar, om er een punt achter te zetten.

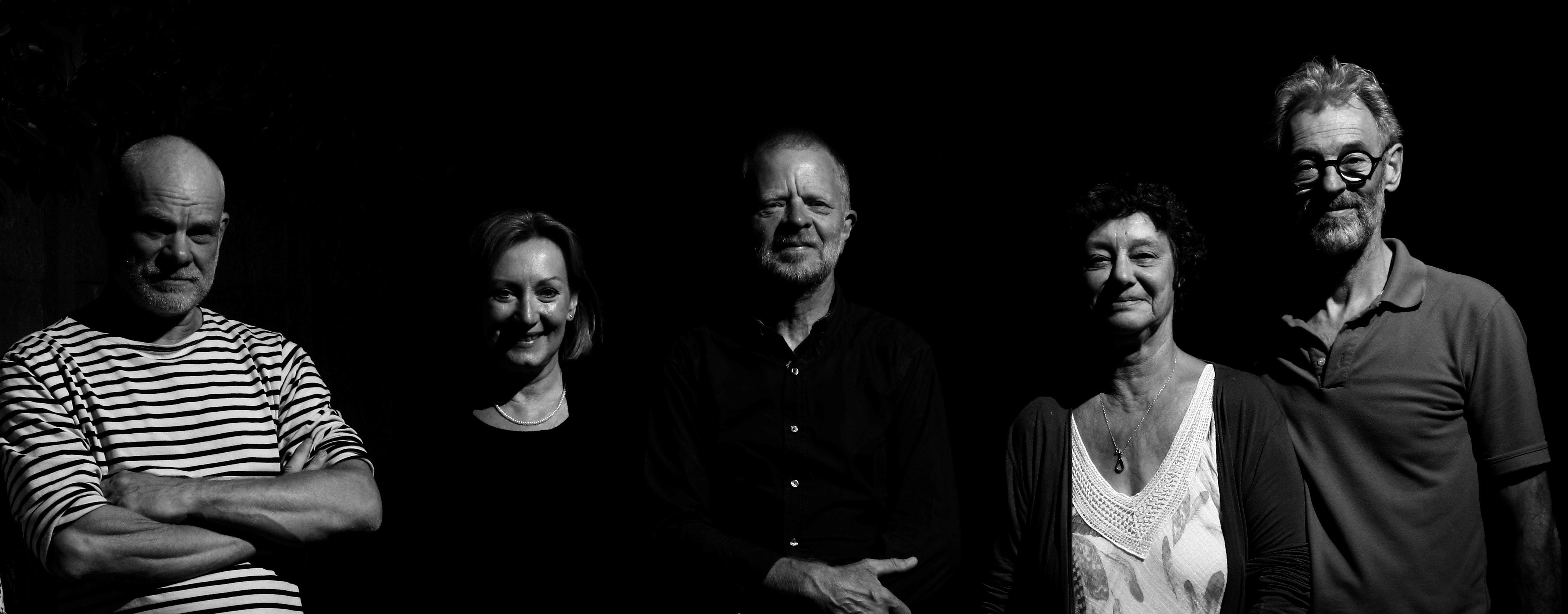
Bob, Frank en Zussen in 2022

## Bezetting
- Bob Van Pottelberghe (1972-1986)
- Annemie Van Pottelberghe (1972-1981)
- Frank Claessens (1972-2022)
- Gina Claessens (1972-2022)
- Philippe Lardinois (1979-2022)
- Katrien Reymer (1981-1982)
- Randi Broager-Grón (1985-2022)
- Gerd Van Loock (2005-2022)
- Ilse De Roeck (2016-2020)

## Discografie
- 1977 Bob, Frank en Zussen (Philips)
- 1980 audite, silete (Philips)
- 1982 E Pericoloso Sporgersi (Philips)
- 1990 Selectie (Philips)
- 1992 Pour ung plaisir (Pavane)
- 1997 A Ricolta Bubu (Pavane)
- 1998 How far is’t to Bethlehem? (Pavane)
- 2006 Forget Not Yet (BFZ)
- 2018 I’ vo’ bene (BFZ)
- 1982 Urbanus Kodazuur / Bertientje arr. Bob, Frank en Zussen (single)